# 罗讷河三角洲

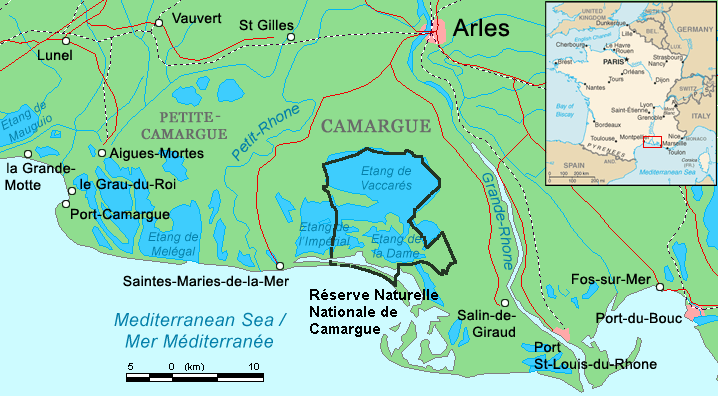
卡马格与罗讷河三角洲地图

罗讷河三角洲（法語：delta du Rhône，法語發音：[dɛlta dy ʁon]），有时亦称卡马格三角洲（delta de Camargue，[dɛlta dy kamaʁɡ]），是罗讷河在其注入地中海的河口处形成的三角洲。该三角洲是罗讷河流入地中海前的最后一部分，从阿尔勒附近开始，罗讷河分为两支，较小的分支称为小罗讷河，较大的分支称为大罗讷河。该三角洲相当于卡马格地区。